# Ernst Deloch
Ernst-Hubertus Deloch (né le 17 mai 1886, date de décès inconnue) est un cavalier allemand de saut d'obstacles.
Aux Jeux olympiques d'été de 1912 à Stockholm, il remporte la médaille de bronze par équipe.

## Source de la traduction
- (en) Cet article est partiellement ou en totalité issu de l’article de Wikipédia en anglais intitulé « Ernst Deloch » (voir la liste des auteurs).